# Erich Marcks
Erich Marcks (Berlino-Schöneberg, 6 giugno 1891 – Hébécrevon, 12 giugno 1944) è stato un generale tedesco durante la seconda guerra mondiale.

## Biografia
Erich Marcks nacque a Berlino, nel quartiere di Schöneberg; figlio dello Storico Erich Marcks, si iscrisse alla facoltà di Lettere e filosofia dell'Università di Friburgo nel 1909 ma dopo meno di un anno si arruolò come ufficiale di carriera nell'esercito. Nei primi anni trenta fu capo ufficio stampa del Ministero della difesa e, tra il 1932 ed il 1933 fu capo ufficio stampa del Reich sotto i Cancellieri Franz von Papen e Kurt von Schleicher, fino all'assassinio di quest'ultimo nella notte dei lunghi coltelli.
Il 1º ottobre 1935, con il grado di colonnello, divenne capo di stato maggiore dell'VIII Corpo d'Armata e il 1º aprile 1939, fu promosso maggiore generale. Dopo lo scoppio della seconda guerra mondiale, partecipò alla campagna di Polonia e, come capo di stato maggiore della 18ª armata, alla campagna di Francia, dove alterò i piani tedeschi, al fine di scongiurare il bombardamento della città di Bruges e dei ponti di Parigi, nella convinzione che il valore storico di questi siti dovesse essere protetto anche durante la guerra.
Nel 1940 partecipò alla stesura dei piani per l'Operazione Barbarossa, suggerendo un'offensiva decisamente audace ossia l'attacco in Ucraina, l'avanzamento fino a Rostov con tutti i mezzi corazzati disponibili ed una successiva deviazione verso nord alle spalle di Mosca con l'intento di aggirare l'intero schieramento sovietico in una colossale battaglia di annientamento. Il 22 giugno 1941 partecipò, con il grado di tenente generale, al comando della 101ª Divisione di fanteria, all'invasione dell'Unione Sovietica, venendo gravemente ferito ad una gamba, che dovrà essergli amputata, solo quattro giorni dopo l'inizio delle ostilità
Nel 1944, Marcks si trovava in Francia, al comando del LXXXIV Corpo d'Armata sul fronte occidentale, quando il 6 giugno, giorno del suo compleanno, avvenne lo Sbarco in Normandia ed egli fu uno dei pochi generali tedeschi, contrariamente all'opinione maggioritaria secondo la quale lo sbarco sarebbe avvenuto a Calais, a ritenere che gli Alleati potessero sbarcare nella zona della Normandia; il 12 giugno, mentre svolgeva un giro di ispezione alle truppe, la sua automobile fu mitragliata nei pressi di Hébécrevon, vicino a Saint-Lô, da un aereo Alleato: impossibilitato a manovrare velocemente a causa della sua mutilazione fu colpito, morendo lo stesso giorno.